# Reality Show (Jazmine Sullivan)
Reality Show è il terzo album in studio della cantante statunitense Jazmine Sullivan, pubblicato il 13 gennaio 2015.

## Tracce
1. Dumb (featuring Meek Mill) – 3:31
2. Mascara – 4:13
3. Brand New – 3:27
4. Silver Lining – 3:17
5. #HoodLove – 3:45
6. Let It Burn – 3:43
7. Veins – 3:50
8. Forever Don't Last – 3:39
9. Stupid Girl – 2:54
10. Stanley – 4:29
11. Masterpiece (Mona Lisa) – 4:05
12. If You Dare – 3:22

## Critica
Il disco è stato inserito nella classifica dei migliori album del 2015 secondo Pitchfork alla posizione #44.